# Нью-джерсийский янтарь

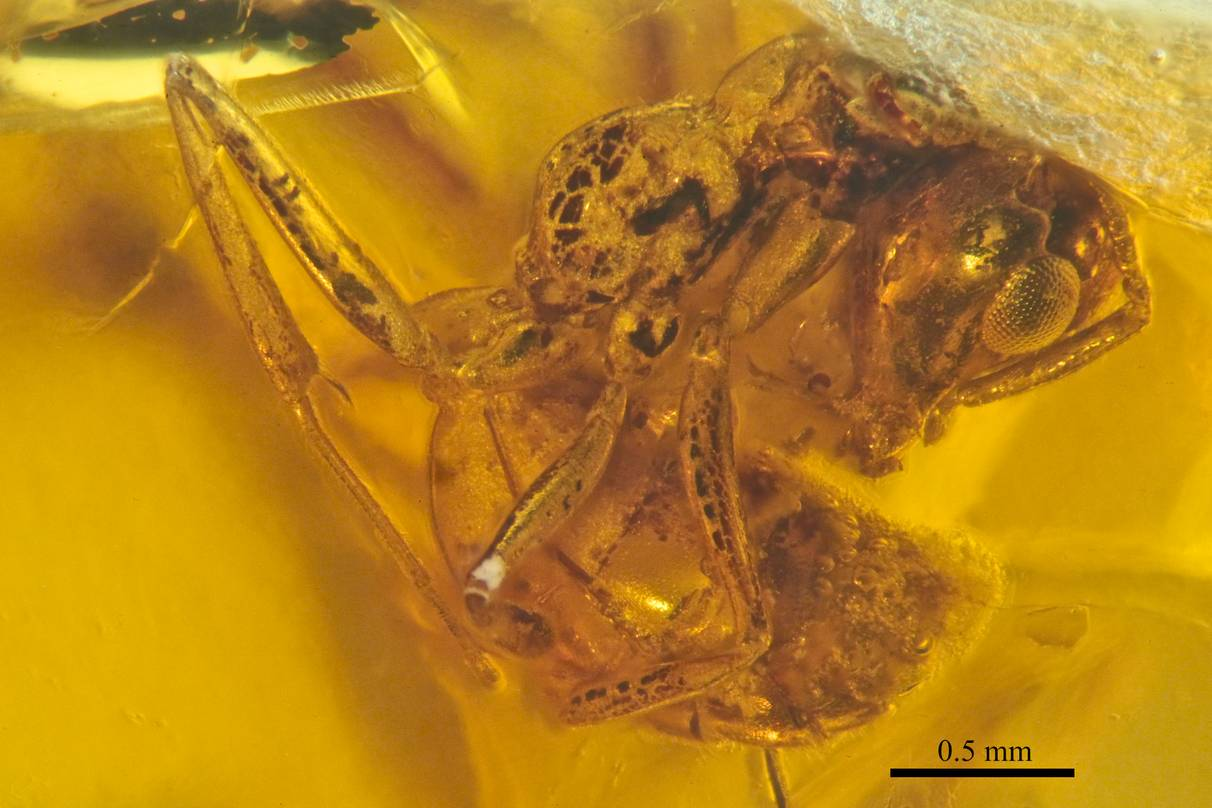
Голотип муравья Brownimecia clavata, экземпляр AMNH-NJ667

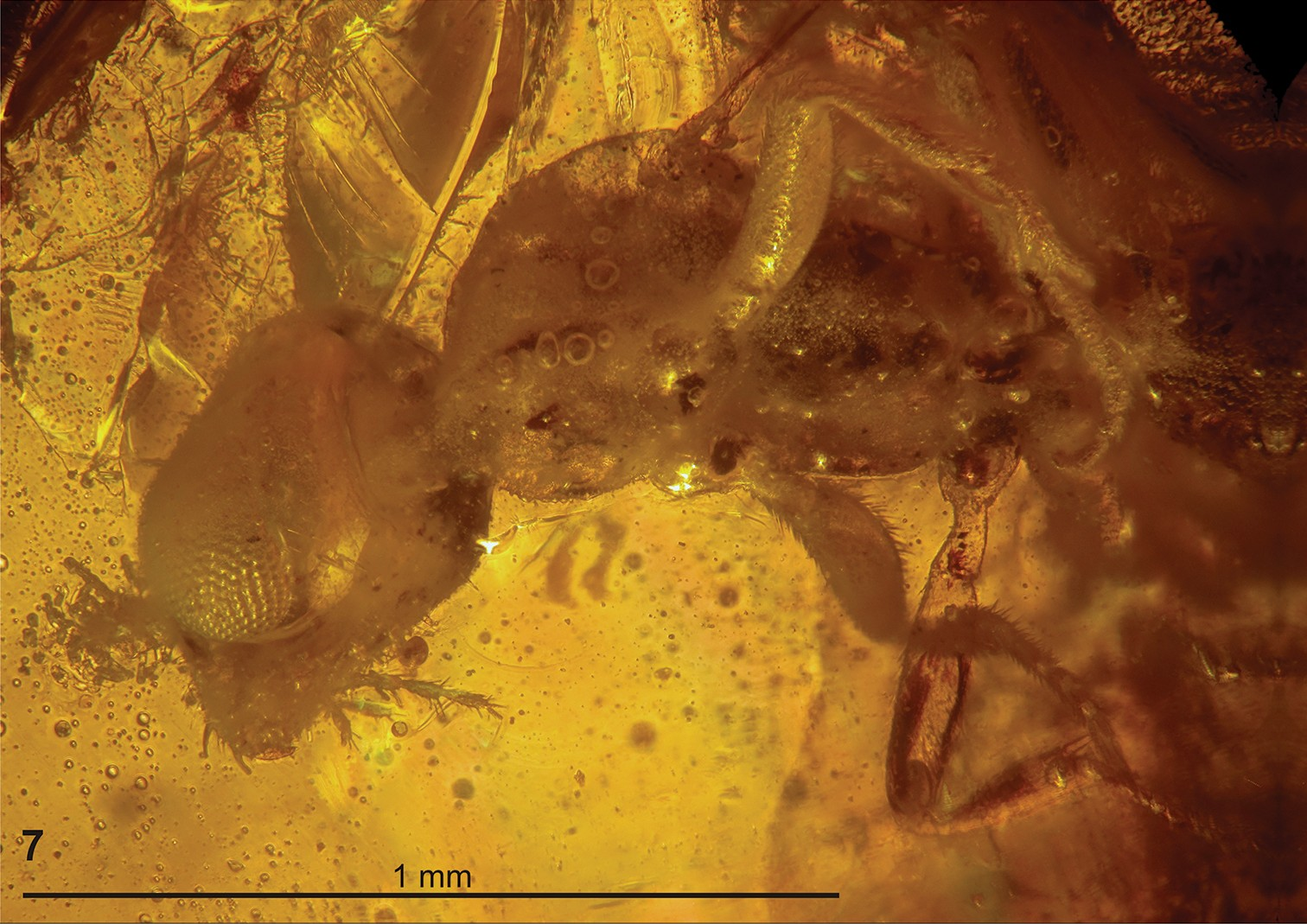
Оса Plumalexius rasnitsyni

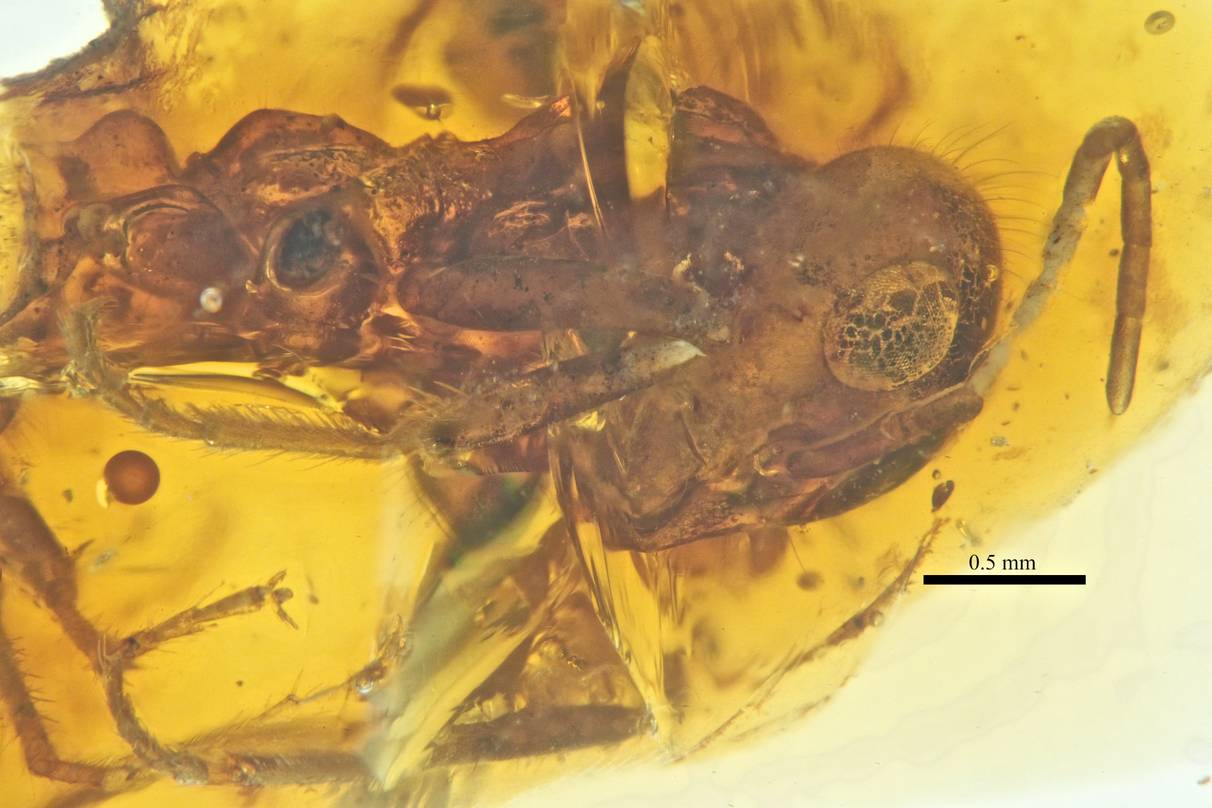
Муравей Sphecomyrma mesaki

Нью-джерсийский янтарь — разновидность ископаемых смол, встречающаяся на территории Нью-Джерси и некоторых других штатов США. Сформировался в первой половине мелового периода, в туронском веке (около 90 млн лет) верхнего отдела меловой системы.

## Распространение
Несмотря на то, что янтарь назван в честь Нью-Джерси, ископаемые пласты раританских (Raritan) и вышележащих маготитовых (Magothy) образований также обнаружены в нескольких соседних штатах, включая Мэриленд и далее южный и центральный Нью-Джерси, через Статен-Айленд и Лонг-Айленд (прибрежные районы штата Нью-Йорк), на север до Мартас-Винъярд, остров в штате Массачусетс.
Из двух формаций, в которых обнаружен янтарь в Нью-Джерси, Раританская формация лежит в основе и ниже Маготской формации. Ярус Маготи сообщается в статье мирмеколога Эдварда Уилсона 1967 года, описывающей древнейшего на то время ископаемого муравья Sphecomyrma freyi, как имеющую экспозиции в Мэриленде, Нью-Джерси, Нью-Йорке, Делавэре и других неуказанных островах вдоль береговой линии Новой Англии. Формация состоит из слоев глины от серого до темно-коричневого цвета, прослоенных песками светлого цвета. В слоях глины находятся линзы из лигнита, отпечатки листьев и янтарь. На момент публикации статьи возраст был неопределенным, и Уилсон и Карпентер дали его возраст около 100 миллионов лет. Янтарные отложения Раританской формации находятся в основном в песчаных и глиняных находках в Old Bridge и в South Amboy Fire Clay Member, причем последний окаменел здесь без каких-либо нарушений после осаждения. Палинологическое датирование глины South Amboy Fire возвратило туронский век, поместив их в пализоны Complexiopollis — Santanacites.
Впервые Нью-джерсийский янтарь был упомянут в 1821 году натуралистом Джерардом Тростом (1776—1850), описавшим образец, в котором содержалась группа ископаемых чешуйчатых насекомых из обнажения на мысе Cape Sable, штат Мэриленд. Холлик сообщил в 1905 году, что в разгар добычи глины на рубеже 20-го века янтарь был найден в таких объемах, что он был сохранен и сожжен зимой для тепла. Несколько глиняных рудников в настоящее время являются источниками янтаря для изучения. Участок Белых Дубов (или яма Белых Дубов) является частью карьера глины Старого Кроссмана в Сэйревиль, Нью-Джерси. Он содержит обнажения янтарной глины South Amboy Fire Clay, которая, как отмечается, богата включениями.

## Химия

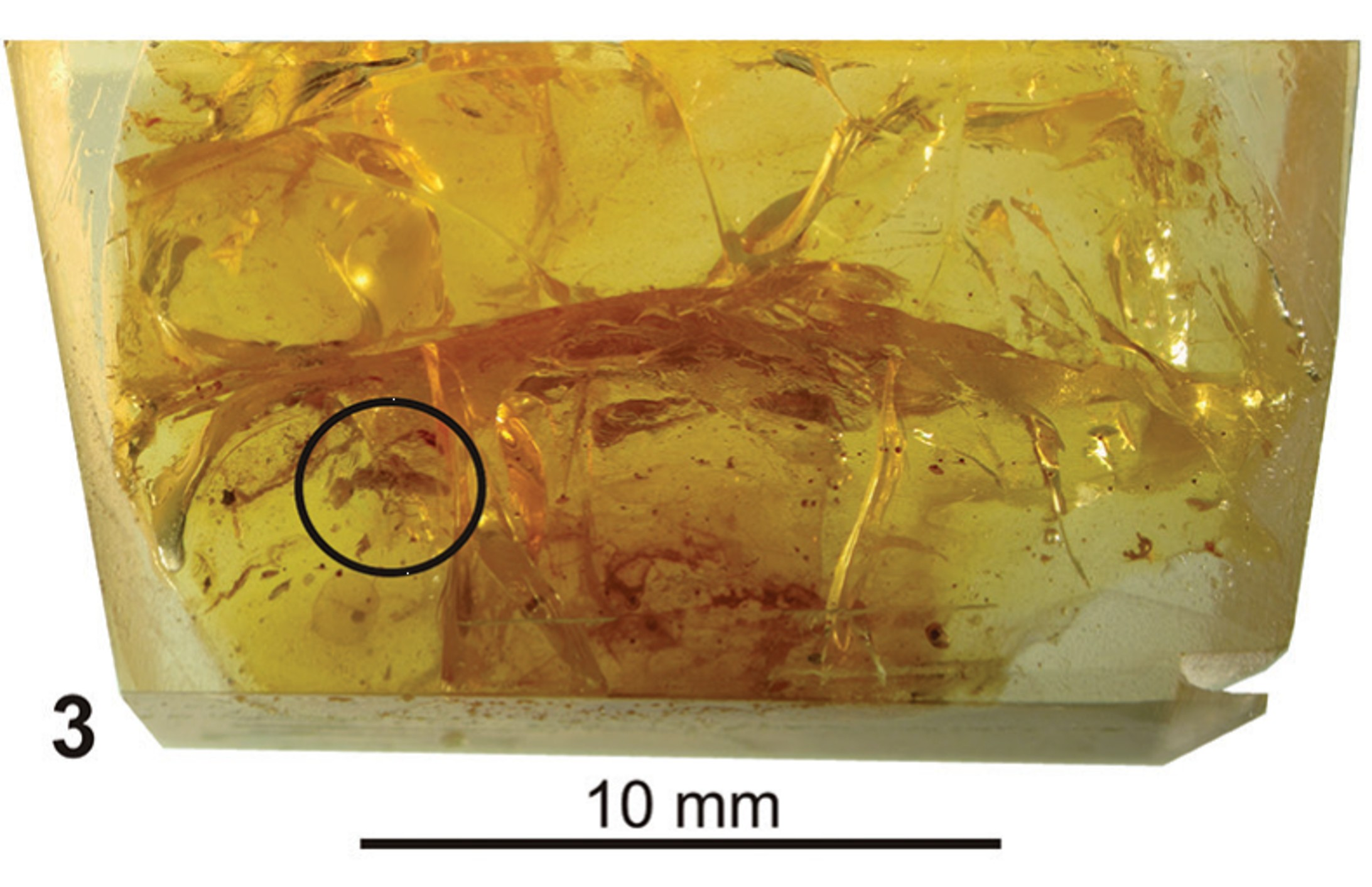
Инклюз в куске смолы

Янтарь из Нью-Джерси сгруппирован Андерсоном в 1992 году как янтарь класса Ib, состоящий из лабданового дитерпена и не содержащий янтарную кислоту в своей структуре. Рагацци и соавторы (Ragazzi et al in 2003) в 2003 году перечислили возможные семейства растений, из которых мог образоваться Нью-джерсийский янтарь, включая представителей семейств Кипарисовые, Араукариевые или Hamamelidaceae, но только Кипарисовые были перечислены в 2012 году другими авторами (Bisulca et al.).
Янтарь нерастворим в растворах этилового эфира и этанола. Рагацци и соавторы указали, что янтарь из Нью-Джерси содержит 0,29 % серы.
Цвет янтаря варьирует от прозрачных жёлтых и оранжевых тонов до непрозрачных жёлтых и красных. Отмечено, что янтарь хрупкий и рыхлый, а отдельные образцы содержат сеть мелких трещин на поверхности материала. Также отмечается, что образцы тёмно-красного янтаря имеют глубокие иглоподобные трещины.

## Палеобиология
Биота организмов, сохранившихся в Нью-джерсийский янтаре, разнообразна и включает грибы, растения и многочисленные виды животных, главным образом насекомых. Грибы представлены одним видом из порядка Агариковые. Фоссилии растений также редки и представлены побегами хвойных растений из семейства Кипарисовые, а также с несколькими неописанными цветковыми из порядка Букоцветные (Fagales, Покрытосеменные).

## Таксоны
- См. также Инклюзы нью-джерсийского янтаря

### Грибы
- Archaeomarasmius leggeti[6]

### Растения
- Juniperus hypnoides?[1]
- Fagales[1]

### Тихоходки(Tardigrada)
- Milnesium swolenskyi[7]

### Паукообразные
- Araneinae[8]
- Carios jerseyi[9]
- Dictynidae[10]
- Lagonomegops americanus[11]
- Linyphiidae[10]
- Oecobius?[10]
- Oonopidae[10]
- Orchestina species indeterminate[8]
- Palaeosegestria lutzzii[8]
- Segestria? species indeterminate[10]

### Насекомые(Insecta)

#### Blattodea
- Jantaropterix newjersey[12]

#### Жесткокрылые(Coleoptera)
- Attagenus (Aethriostoma) turonianensis[13]
- Cretocar luzzii[14]
- Mesotachyporus puer[15]
- Phloeocharis agerata[16]
- Sayrevilleus grimaldii[14]
- Stegobium raritanensis[17]

#### Двукрылые(Diptera)
- Alautunmyia elongata[18]
- Archichrysotus incompletus[19]
- Archimelzira americana[3]
- Archiphora pria[19]
- Archicnephia ornithoraptor[20]
- Cheilotrichia (Empeda) cretacea[21]
- Cretagaster raritanensis[22]
- Cretomicrophorus novemundus[19]
- Culicoides bifidus[18]
- Culicoides casei[23]
- Culicoides grandibocus[24]
- Culicoides truncatus[24]
- Culicoides yoosti[24]
- Dziedzickia nashi[25]
- Ectrepesthoneura swolenskyi[25]
- Electrosania cretica[19]
- Emplita casei[19]
- Gregikia pallida[25]
- Heleageron grimaldii[18]
- Hilarimorphites longimedia[19]
- Hilarimorphites setosa[19]
- Hilarimorphites superba[19]
- Hilarimorphites yeatesi[19]
- Izleiina spinitibialis[25]
- Leptoconops (Leptoconops) copiosus[18]
- Leptoconops (Leptoconops) curvachelus[18]
- Limonia dillonae[21]
- Nedocosia novacaesarea[25]
- Neoturonius cretatus[19]
- Neoturonius vetus[19]
- Palaeobrachypogon grandiforceps[24]
- Prioriphora casei[19]
- Prioriphora luzzii[19]
- Protoculicoides globosus (syn=Atriculicoides globosus)[26]
- Stilobezzia kurthi[24]
- Turonempis styx[19]
- Xenosycorax engeli[27]
- Xenotrichomyia newjerseyiensis[28]

#### Подёнки
- Amerogenia macrops[29]
- Aureophlebia sinitshenkovae[30]
- Borephemera goldmani[29]
- Cretomitarcys luzzii[29]
- Palaeometropus cassus[29]

#### Полужесткокрылые
- Eomatsucoccus casei[31]
- Grimaldiella gregaria[31]
- Grimaldiella resinophila[31]
- Jersaphis luzzii[32]`
- Jersicoccus kurthi[31]
- Koteya luzzii[31]
- Liadopsylla hesperia[33]
- Labiococcus joosti[31]
- Solicoccus nascimbenei[31]
- Steingelia cretacea[31]
- Turonicoccus bearsdleyi[31]
- Turonicoccus grimaldii[31]
- Perforissus muiri[34]
- Postopsyllidium emilyae[35]
- Vianagramma goldmani[36]
- Vianathauma pericarti[36]

#### Перепончатокрылые(Hymenoptera)
- Archaeostephanus
- Archaeromma carnifex[37]
- Archaeromma gibsoni[37]
- Boreobythus turonius[38]
- Cretotrigona prisca[39]
- Electrobaissa omega[40]
- Elasmophron kurthi[41]
- Grimaldivania ackermani[42]
- Newjersevania casei[42]
- Newjersevania nascimbenei[42]
- Henopelecinus pygmaeus[43]
- Tagsmiphron muesebecki[41]
- Tagsmiphron gigas[41]
- Tagsmiphron ascalaphus[41]
- Plumalexiidae[44]
- Plumalexius rasnitsyni[44]
- Protorhyssalus goldmani[45]
- Spathopria sayrevillensis[46]

##### Муравьи(Formicidae)
- Baikuris casei[47]
- Brownimecia clavata[47]
- Kyromyrma neffi[48]
- Sphecomyrma freyi[47]
- Sphecomyrma mesaki[47]
- Baikuris casei[47]

#### Богомоловые
- Ambermantis wozniaki[49]
- Jersimantis luzzii[49]

#### Neuroptera
- Jersimantispa[50]
- Rhachibermissa splendida[51]

#### Сеноеды
- Jerseyempheria grimaldii[52]

#### Верблюдки(Raphidioptera)
- Mesoraphidia luzzii[53]

#### Ручейники(Trichoptera)
- Agraylea (Nanoagraylea) cretaria[54]
- Wormaldia praecursor[54]

### Позвоночные
- Aves[1]